# Rarotonga

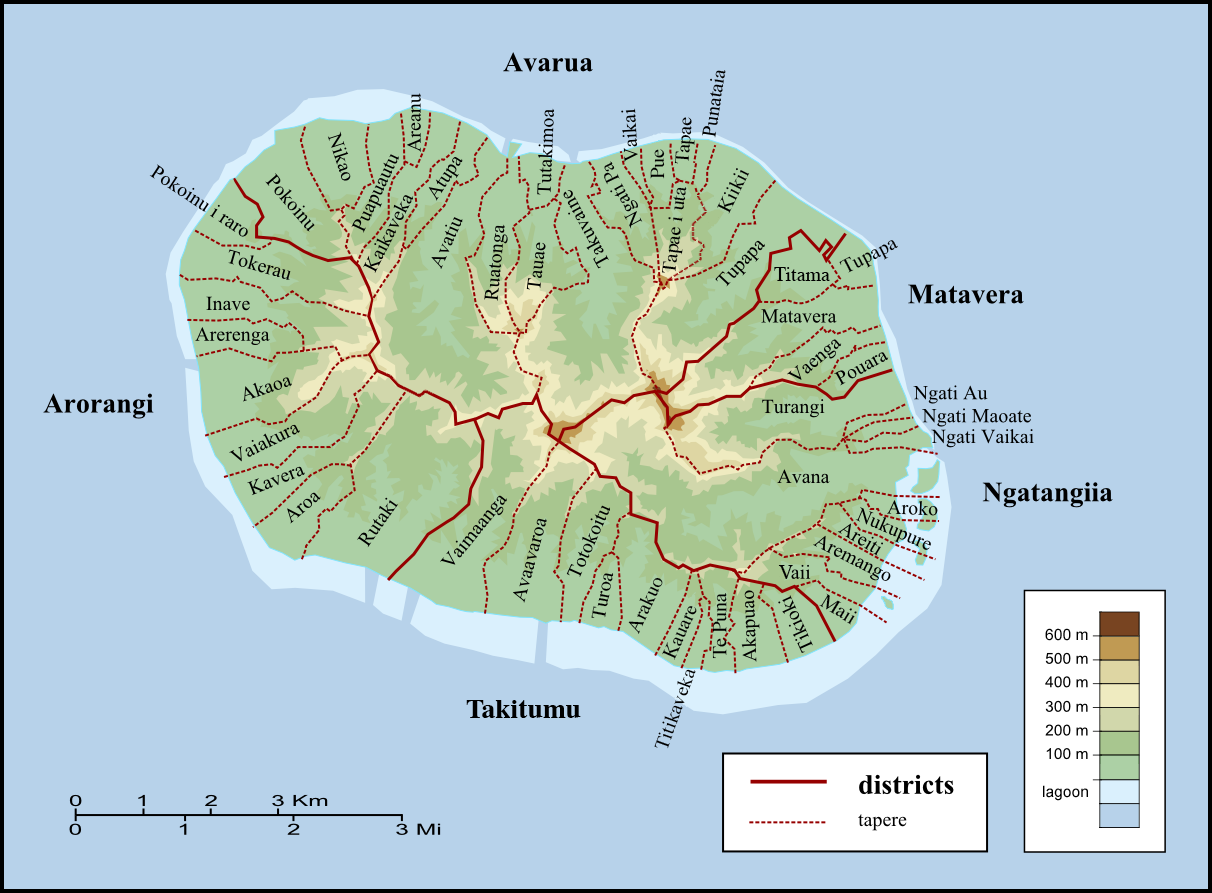
Traditionelle Gliederung in 5 puna und 54 tapere:
- Avarua (19 tapere)
- Arorangi (9 tapere)
- Takimutu (10 tapere)
- Ngatangiia (11 tapere)
- Matavera (5 tapere)

Rarotonga (früher auch Oruruti Island, Roxburgh Island oder Armstrong’s Island) ist die bevölkerungsreichste und mit einer Fläche von 67,1 km² auch die größte der 15 Cookinseln im Südpazifik. Der Archipel bildet heute das unabhängige Territorium der Cookinseln, das in freier Assoziierung mit Neuseeland steht.

## Geographie
Rarotonga ist eine typische pazifische Vulkaninsel, mit einer zentralen Bergkette, deren Gipfel bis auf über 600 m emporragen. Die steilen Berge bilden eine Wasserscheide und Fließgewässer haben tiefe Täler eingegraben, die von schroffen Felsgraten begrenzt werden. Aus der Luft hat die ovale Insel einige Ähnlichkeit mit Tahiti-Nui, ist jedoch mit 11 × 7 km Durchmesser bedeutend kleiner. Die basaltischen Gesteine haben ein Alter von 1,1 bis 3,64 Millionen Jahren.
Die höchste Erhebung ist der Te Manga mit einer Gipfelhöhe von 652 Metern. Die Bergregion ist dicht mit tropischer Vegetation bewachsen und wird von unbefestigten Wegen und Fußpfaden nur stellenweise erschlossen.
Die Küstenebene ist schmal, mit einer Breite von wenigen hundert Metern bis zu zwei Kilometern. Die Insel umgibt ein nahezu geschlossenes Saumriff, das eine türkisfarbene Lagune umfasst, mit lediglich sechs Durchlässen, die teilweise nur eingeschränkt passierbar sind. Im Süden ist die Lagune etwas breiter und schließt vier kleine, mit Palmen bewachsene Motu ein.
Es sind dies von Nord nach Süd:
- Motutapu (11,6 ha, im tapere Avana)
- Oneroa (10,4 ha, in den tapere Aroko (Nordteil) und Nukupure (Südteil))
- Koromiri (4,7 ha, in den tapere Nukupure (Nordteil) und Areiti (Südteil))
- Taakoka (1,8 ha, im tapere Vaii)

und im Nordwesten, am Flughafen, liegt innerhalb der Lagune das winzige
- Motutoa (0,03 ha)

Sämtliche Siedlungen und die landwirtschaftlichen Anbauflächen befinden sich in dem schmalen Küstenstreifen. Typisch für das Landschaftsbild der Küstenregion sind abwechselnde Kulturflächen, Brachland und kultivierte Baumpflanzungen mit Mango, Brotfrucht, Zitrusfrüchten und der Tahitikastanie (Inocarpus fagifer). Angebaut werden außerdem Yams und Taro, überwiegend in den feuchten und fruchtbaren Seitentälern. Die sehr verbreitete Kokospalme ist die Grundlage für eine kleine Kopra-Produktion.
Das Klima ist tropisch feucht-heiß mit nur gering ausgeprägten Jahreszeiten und relativ gleich bleibenden Temperaturen um 25 °C. Die regenreichsten Monate sind Januar bis April. Die Regenschauer sind zwar meist heftig, dauern jedoch nie lange an.
Rarotonga liegt in der von Zyklonen heimgesuchten Region des Pazifiks. Im Jahr 2005, von Februar bis März, streiften gleich fünf Zyklone die Insel. Der Zyklon „Meena“ richtete Sachschäden in Millionenhöhe an.
Zur Volkszählung von 2021 hatte Rarotonga 10.863 Einwohner. Das sind 72,5 Prozent der Gesamtbevölkerung der Cookinseln. Im Gegensatz zu den anderen Inseln des Archipels leidet Rarotonga nicht unter Bevölkerungsschwund. In den vergangenen 30 Jahren wurde ein moderates Bevölkerungswachstum von insgesamt knapp 20 Prozent verzeichnet.

### Avarua

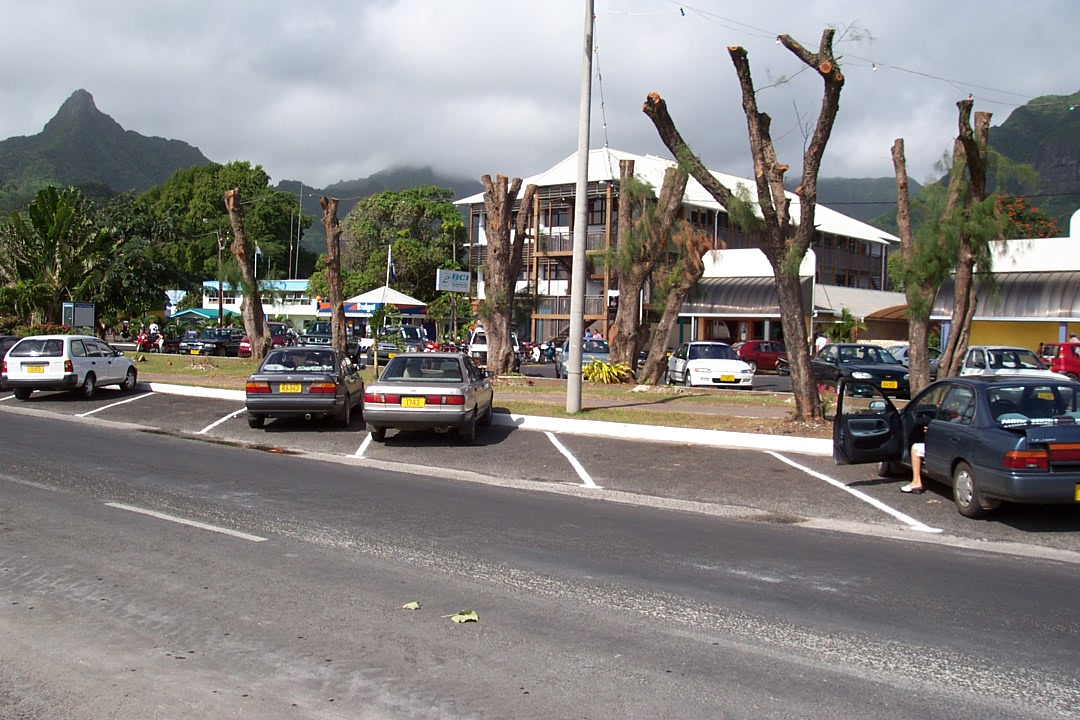
Die Hauptstraße in Avarua

Avarua, die Hauptstadt der Cookinseln, liegt an der Nordküste. Die Ansiedlung macht allerdings eher den Eindruck eines beschaulichen Dörfchens. Von der ursprünglichen Kolonialarchitektur sind nur einige wenige Gebäude übrig geblieben. Es dominieren nüchterne Zweckbauten, die von viel tropischem Grün eingerahmt sind. Avarua hat nur eine Hauptstraße, die als Küsten-Ringstraße rund um die Insel weiterführt. Die 31 Kilometer lange Straße erschließt alle anderen Ansiedlungen. Auf ihr verkehrt der Linienbus, das einzige öffentliche Verkehrsmittel, der stündlich abwechselnd rechts und links herum um die gesamte Insel fährt und dabei nach Wunsch der Fahrgäste anhält.
Bei Avarua gibt es zwei künstlich vertiefte, befahrbare Passagen im Korallenriff, sodass zwei Häfen, ein kleiner Frachthafen und ein Fischereihafen, entstehen konnten.

## Flora
Die Flora der Küstenregion wurde in den Jahrhunderten menschlicher Besiedlung völlig umgestaltet. Die nicht bebauten und kultivierten Flächen sind von überwiegend niedrig und buschig wachsendem Sekundärwald bedeckt sowie von verfilzten Farndickichten, dominiert von Dicranopteris linearis. Oberhalb der durch vielfache Brandrodung geschädigten Tieflandvegetation erhebt sich ein relativ ungestörter Bergregenwald, der sich großflächig in drei Vegetationszonen gliedern lässt.

### Homalium-Wälder
Diese Waldform bedeckt die steilen Abhänge und wird dominiert von der bis zu 20 Meter hohen Art Homalium acuminatum, deren eng stehende Stämme ein dichtes, nahezu geschlossenes Laubdach tragen. Dazwischen wachsen einige Elaeocarpus-Arten und Canthium barbatum (Synonym: Cyclophyllum barbatum). Auch die riesige Liane Entada phaseoloides findet sich häufig.

### Fagraea-Fitchia-Wälder
Die scharfen Felsgrate in mittleren Höhen werden von zwei niedrig wachsenden Bäumen beherrscht: Fagraea berteroana (Parfümbaum) und der prächtig rot blühenden Fitchia speciosa. Ihre ausgedehnten Wurzelsysteme geben ihnen trotz dünner Humusdecke festen Halt auf dem felsigen Boden.

### Metrosideros-Wälder
Weit verbreitet in den Höhenlagen der polynesischen Inseln sind Metrosideros-Wälder (Eisenhölzer). Auf Rarotonga kommen sie auf den steilen Hängen in über 400 Meter Höhe vor. Dominierend ist eine niedrige Wuchsform, bis etwa acht Meter, der Art Metrosideros collina. Niedrig wachsende Weinmannia und Pittosporum (Klebsamen) sind ebenfalls verbreitet.
Auf Rarotonga endemisch ist die Orchideenart Habenaria amplifolia.

## Fauna
Alle Säugetierarten auf Rarotonga wurden vom Menschen eingeführt, die Pazifische Ratte von den ersten polynesischen Siedlern und Schweine, Pferde, Ziegen sowie weitere Haustiere später von den Europäern.
An indigenen Landtieren kommen Insekten und Landschnecken vor. Unter den Vögeln sind die endemische Fruchttaube Ptilinopus rarotongensis und der Rarotonga-Monarch (Pomarea dimidiata) interessant.

## Geschichte
Der Sage nach fand der Gott Tonga-iti die Insel Rarotonga auf dem Ozean treibend und seine Frau Ari fing sie mit einem Anker ein. Ari tauchte tief hinab ins Meer und befestigte die Fundamente am Meeresgrund. Tonga-iti gab ihr dann den Namen Nuku Tere, d. h. die schwimmende Insel.
Der Missionar John Williams schildert folgende Entstehungsgeschichte, die er von einem alten Mann gehört hatte: Die Insel sei einst ein südliches Anhängsel von Raiatea gewesen. Die Insulaner hätten eine gigantische Trommel gebaut, die zwei Priester als Geschenk für den Kriegsgott Oro zum Marae Taputapuatea brachten. Die Einwohner von Raiatea töteten die beiden Priester jedoch. Das habe Oro so erzürnt, dass er Rarotonga abspaltete und mitsamt seinen Bewohnern nach Süden versetzte. John Williams war es auch, der den Namen Rarotonga, der polynesischen Ursprungs ist, in Europa verbreitete.
Wann die Initialbesiedlung stattfand, ist umstritten. Wahrscheinlich erfolgte sie von Tonga und Samoa aus um 200 v. Chr. Der neuseeländische Archäologe Geoffrey Irwin setzt die Besiedlung der südlichen Cookinseln sogar bereits um 700 v. Chr. an. Glaubt man den mündlich überlieferten Genealogien, hat es danach noch zwei weitere Siedlungswellen von Raiatea und den Manuainseln aus gegeben.
Zunächst ließen sich die Kolonisten in der Küstenebene nieder. Mit zunehmender Bevölkerungsdichte wuchsen jedoch die Siedlungen auch die Täler hinauf. Am Beispiel des Maungaroa-Tales im Westen von Rarotonga hat dies der australische Archäologe Peter Bellwood nachgewiesen. Er konnte kunstvoll angelegte Terrassen für den Taro-Anbau sichern und im unteren Talbereich Steinstrukturen und -pflasterungen sowie Reste steinerner Kultplattformen, die auf ein Dorf schließen lassen.
Politisch zerfiel Rarotonga in drei Stammesgebiete oder Distrikte, Takitumu im Osten, Te Au o Tonga (oder Avarua) im Norden und Puaikura (oder Arorangi) im Westen, die miteinander in ständiger Fehde lagen, die Ursache für unzählige Stammeskriege.
Es ist möglich, dass Rarotonga bereits 1789 von den Meuterern der Bounty gesichtet wurde. Nach der Meuterei, die sich in der Nähe von Tofua ereignet hatte, segelte Fletcher Christian zunächst südwestwärts bis zur Insel Tubuai, die zum Austral-Archipel gehört. Auf dem Weg dorthin sichtete er eine Insel, die „Jenny“, eine der tahitischen Frauen der Meuterer, als „Purutea“ bezeichnete. Ob es sich um Rarotonga handelte oder um Mangaia oder eine andere Insel des Cook-Archipels, ist nicht mehr nachzuvollziehen.
Rarotonga wurde 1813 von Theodore Walker, Kapitän des Schoners Endeavour, für Europa entdeckt. Er ging jedoch nicht an Land. Die ersten Europäer, die Rarotonga betraten, waren die Besatzungsmitglieder des Schoners Cumberland ein Jahr später. Die Entdeckung der Insel ist eine spannende und abenteuerliche Geschichte:
Auf der Brigg Daphne hatte sich am 29. August 1813 bei den Palliser-Inseln eine Meuterei ereignet, bei der der tyrannische Kapitän Michael Fodger sowie drei weitere Besatzungsmitglieder von polynesischen Perlentauchern, die Fodger auf Tahiti und den Tuamotus rekrutiert hatte, ermordet worden waren. An der Bluttat beteiligt war auch ein Laskar, ein ostindischer Matrose mit Namen Amile, den Fodger zuvor auf der Insel Anaa aufgelesen hatte. Sechs Europäer kamen mit dem Leben davon und die Meuterer segelten mit der Daphne und den Gefangenen nach Tahiti. In der Matavai-Bucht trafen sie auf die Endeavour, die unter Kapitän Theodore Walker im Salzfleischhandel zwischen Tahiti und Australien engagiert war. Eine der europäischen Geiseln auf der Daphne sprang über Bord und rief um Hilfe. Walker setzte ein bewaffnetes Kommando aus, aber den Meuterern gelang die Flucht. Amile jedoch wurde gefangen. Walker zögerte nicht lange und ließ ihn am Mastbaum der Endeavour hängen. Am 9. November 1813 kehrte die Endeavour nach Sydney zurück und Kapitän Walker musste sich dort für die eigenmächtige Exekution verantworten.
Bei der Beweisaufnahme legte Walker sein Logbuch vor. Dort fand sich ein Eintrag, dass die Endeavour Ende Juli 1813 von Tahiti abgesegelt und auf dem Weg über Moorea nach Sydney nahe an einer bisher unbekannten Insel – wie wir heute wissen, war das Rarotonga – vorbeigesegelt war. Walker hatte die Insel durch das Fernrohr beobachtet, und festgestellt, dass sie dicht mit Bäumen – wie er annahm wertvolles Sandelholz – bewachsen war. Die Insel schien unberührt zu sein.
Der Magistrat D’Arcy Wentworth, der Untersuchungsrichter, der mit der Aufklärung des Falles beauftragt war, hatte sich die entsprechende Passage im Logbuch und die Position der Insel gut gemerkt. Während Walker seinen Prozess erwartete, gründete Wentworth mit den Geschäftsleuten Garnham Blaxcell, Alexander Riley, William Campbell und seinem Sohn William Charles Wentworth die Sandal Wood Company, um „Walker’s Island“ auszubeuten. Blaxcell war Eigner des Schoners Cumberland. Unter dem Kommando von Kapitän Phillip Goodenough segelte die Cumberland am 18. Januar 1814 von Port Jackson ab. Mit an Bord waren William Wentworth, als Leiter des Unternehmens, und die Geliebte von Goodenough, Anne Butcher. Mit einem Zwischenaufenthalt in Neuseeland kam die Cumberland im Mai 1814 vor Rarotonga an. Zwei Landeversuche bei Ngatangiia schlugen fehl, die Einwohner erwiesen sich als zu feindselig. Erst beim dritten Versuch, nahe dem heutigen Avarua, konnte ein friedliches Übereinkommen mit den Insulanern erzielt werden, sie ließen sich gegen Geschenke als Arbeitskräfte anheuern. Zwar fand Goodenough nicht einen einzigen Sandelholzbaum, aber um nicht leer zurückzukehren ließ er Noni-Bäume (Morinda citrifolia) fällen, deren Wurzeln einen gelben Farbstoff für Textilien lieferten. Am 12. August 1814 schlug die Stimmung plötzlich und aus unbekannten Gründen um. Angeblich hatten die Europäer die Kokosnüsse des örtlichen Ariki (Häuptlings) gestohlen und weggebracht. Als mehrere Besatzungsmitglieder mit Wentworth anlandeten, wurden sie unvermittelt angegriffen und Corporal John Crocker erhielt einen tödlichen Keulenschlag. Gleichzeitig wurden an anderer Stelle weitere Crewmitglieder auf gleiche Weise attackiert und drei Männer sowie Anne Butcher getötet und verspeist. Am 20. Oktober 1814 traf die Cumberland wieder in Port Jackson ein. Das Unternehmen brachte den Beteiligten keinen Gewinn und Blaxcells Firma ging kurz darauf in Konkurs.
Da Rarotonga offensichtlich von „mörderischen Kannibalen“ bewohnt und dort kein Sandelholz zu finden war, geriet die Insel in Vergessenheit. Immer wenn ein Schiff die Insel passierte, erhielt sie einen neuen Namen, zum Beispiel: „Oruruti Island“ (Captain William Henry), „Roxburgh Island“ (Captain White von der Medway) oder „Armstrong’s Island“ auf amerikanischen Seekarten. Die Stammesrivalitäten der Insulaner gingen weiter, bis sich schließlich der Makea-Stamm – im Norden von Rarotonga – als primus inter pares durchsetzen konnte.

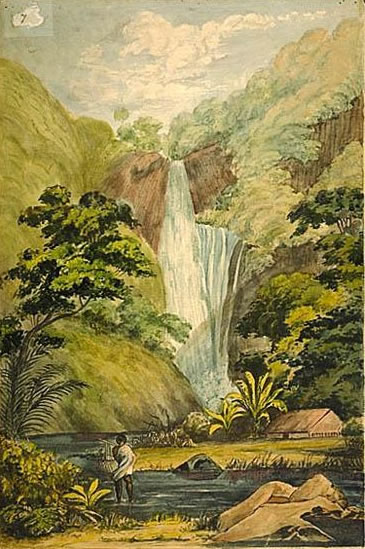
Der Papuafall, Gemälde von John Williams, 1837

1821 landete John Williams, ein Missionar der Londoner Missionsgesellschaft (London Missionary Society – LMS), auf Aitutaki und bekehrte mithilfe von Predigern aus Tahiti die Insulaner innerhalb kürzester Zeit. Von Aitutaki kam 1823 Papaiha, ein Laienprediger aus Raiatea, nach Rarotonga. Er war höchst erfolgreich und konnte binnen eines Jahres sämtliche Bewohner vom christlichen Glauben überzeugen. John Williams kehrte 1834 nach Großbritannien zurück, übersetzte das Neue Testament in die Sprache von Rarotonga und ließ es in London drucken. Mit der Mission hörten die Stammesrivalitäten auf und auch der Handel mit Australien, Neuseeland und Europa kam wieder in Gang.
In der Folge erreichten Händler und Walfänger Rarotonga. Sie brachten Feuerwaffen und Alkohol mit, obwohl die Missionare versuchten, die wenig gottesfürchtigen Abenteurer an der Ansiedlung zu hindern. Wie überall im Pazifik verbreiteten die Europäer Infektionskrankheiten, gegen die die Insulaner keine Abwehrstoffe entwickelt hatten. Mehrere Epidemien reduzierten innerhalb von 20 Jahren die Bevölkerung um mehr als die Hälfte.
1843 hatten die Franzosen die Gesellschaftsinseln annektiert und der katholische Orden der Picpusiens seine Missionsarbeit im Südpazifik begonnen, argwöhnisch beobachtet von der anglikanischen LMS. Deren Missionare warnten die Ariki von Rarotonga vor den Expansionsbestrebungen der Franzosen, sodass sich der höchste Ariki, Makea Takau, 1865 an die britischen Behörden wandte und um Schutz nachsuchte. Doch erst 1888 wurde das britische Protektorat über die südliche Gruppe der Cook Islands förmlich erklärt. Rarotonga wurde Hauptinsel und Verwaltungszentrum der Kolonie.

## Verkehr und Tourismus
Rarotonga hat eine gute touristische Infrastruktur. Die Unterkünfte reichen von Privatquartieren bis zu Luxushotels.
Die Landebahn des internationalen Flughafens Rarotonga lässt die Landung von Großraumflugzeugen zu. Der Linien-Flugverkehr wird überwiegend von der Air New Zealand durchgeführt. Die Inseln Rarotonga und Aitutaki werden häufig bei Südseekreuzfahrten angesteuert.

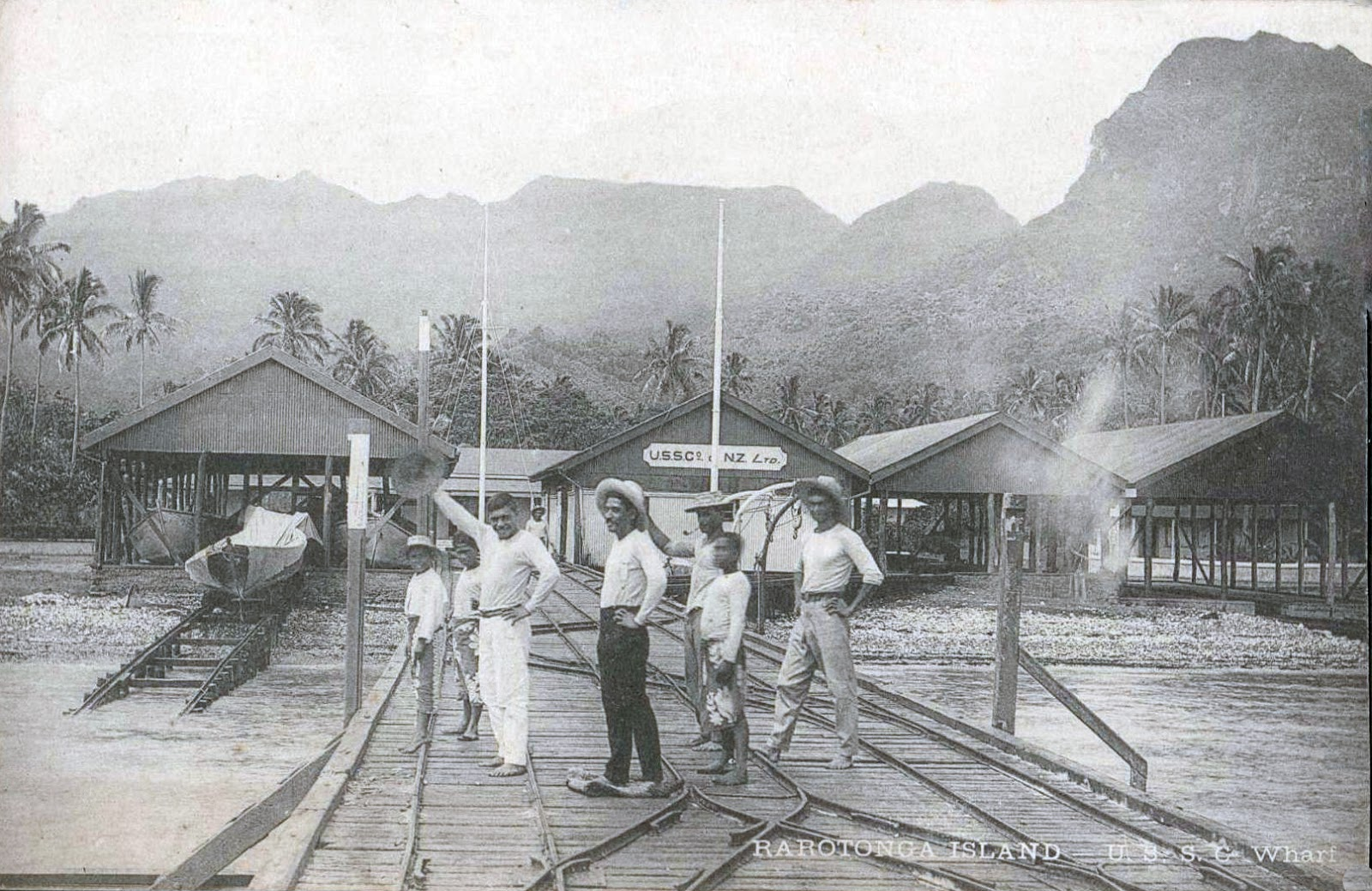
Schienen der Union Steam Ship Company in Rarotonga

Die Union Steam Ship Company betrieb auf Rarotonga früher eine Hafenbahn. Von 1992 bis 2015 besaß der auf Rarotonga lebende Rechtsanwalt und Eisenbahn-Fan Tim Arnold eine polnische Dampflokomotive Nr. 1741 der Baureihe Px48.

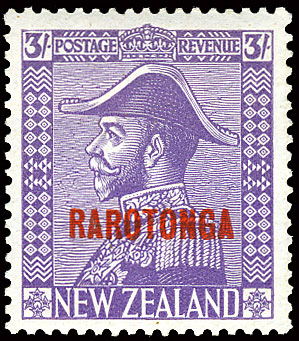
Überdruckte Briefmarke Neuseelands zur Verwendung auf Rarotonga

Von 1919 bis 1932 bildete Rarotonga ein Postgebiet mit eigenen Briefmarken. Die ersten Marken waren überdruckte Briefmarken Neuseelands mit Wertangaben in der lokalen Sprache. Seit 2011 werden wieder Marken mit dem Landesnamen Rarotonga ausgegeben und verwendet, obwohl die Insel zum Postgebiet der Cookinseln gehört.

## Sehenswürdigkeiten
Hauptsehenswürdigkeit in Avarua ist der „Queen Makeas Palace“, die ehemalige Residenz der Königin. Die Gebäude sind Anfang der 1990er Jahre renoviert worden, nachdem ein Zyklon schwere Schäden angerichtet hatte. Der Palast liegt in einem üppig bewachsenen, tropischen Garten mit leuchtend rot blühenden Flamboyant-Bäumen. Das Innere ist nicht zu besichtigen, da die Gebäude noch von den Nachfahren der Königin bewohnt werden.
Gegenüber steht die 1835 von den ersten Missionaren erbaute protestantische Kirche. Auf dem malerischen Friedhof daneben ist der amerikanische Schriftsteller Robert Dean Frisbie begraben, der zahlreiche Bücher über die Südsee veröffentlicht hat. Dort liegt auch das Grab des ersten Premierministers der Cook Islands, Albert Henry, dessen stets mit einem frischen Blumenkranz geschmückte, lebensgroße Büste die Originalbrille trägt, die er auch zu Lebzeiten getragen hatte.
Unweit des Friedhofes, etwas mehr im Landesinnern, gibt es ein kleines Museum mit einer sehenswerten Sammlung von Māori-Kunst und zwei originalen Auslegerkanus.

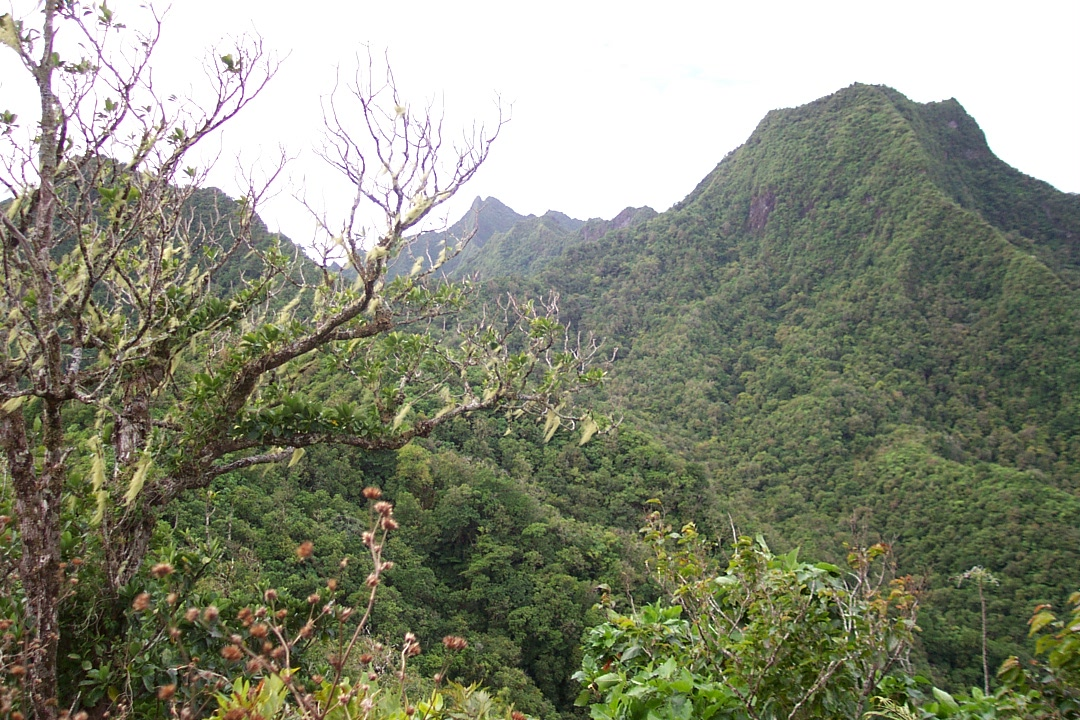
Im Landesinneren

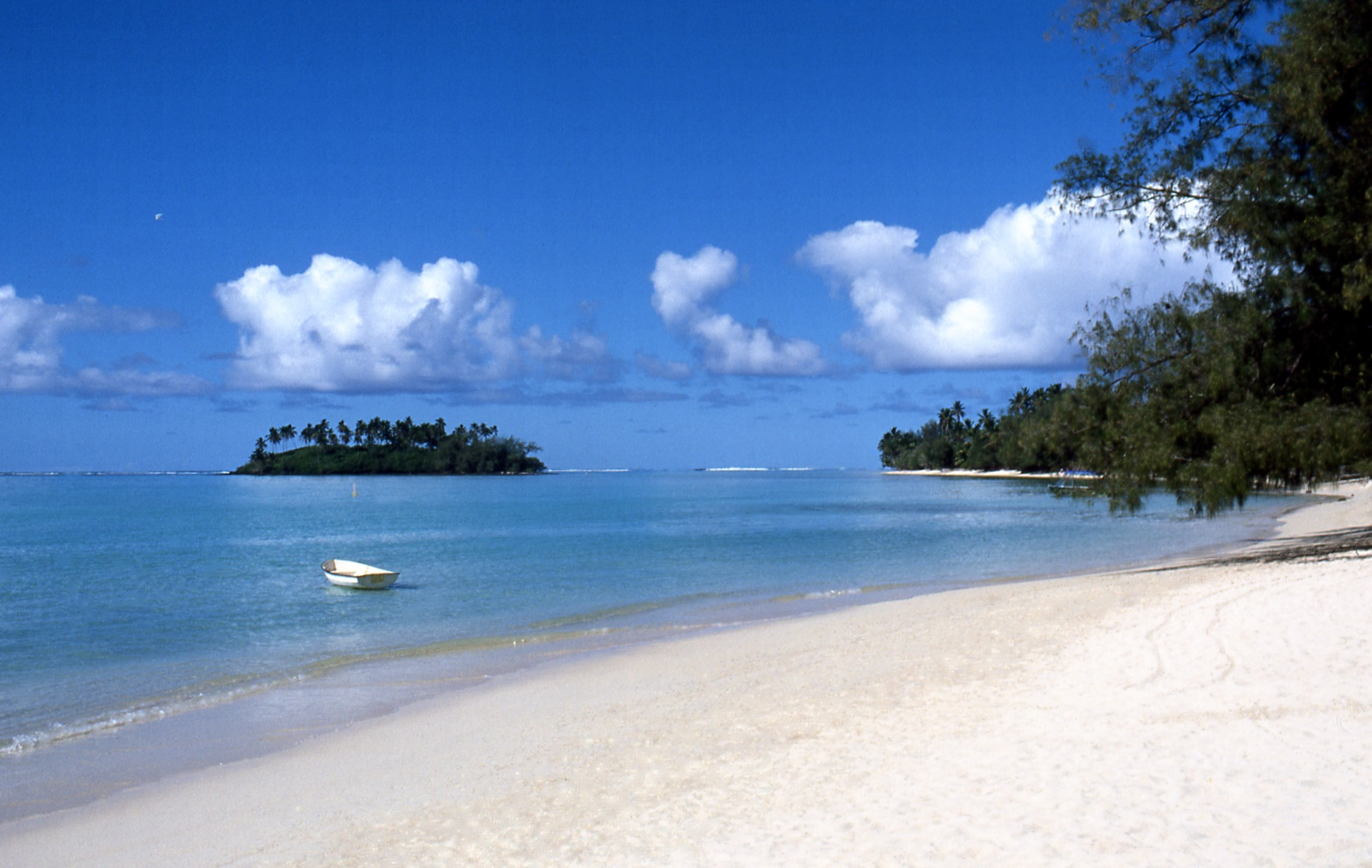
Muri Beach mit Motu Taakoka

Eine Inselrundfahrt mit dem Linienbus bietet Ausblicke auf das Meer und die Berge, von Interesse sind dabei auch die einheimischen Fahrgäste, die zum Teil abenteuerliche Lasten transportieren.
Parallel zur modernen Ringstraße verläuft, meist am Fuße der Hügel, die alte Straße „Ara Metua“. Sie ist nicht durchgehend erhalten und erschließt heute nur noch einige Plantagen. Ursprünglich war die 5 bis 6 m breite Straße zu zwei Dritteln ihrer Länge mit Basalt- oder Korallenblöcken gepflastert. Am Straßenrand sieht man hin und wieder steinerne Sitze, auf denen die Alten auf Reisende warteten, um von ihnen die neuesten Nachrichten zu erfahren. Für den Wanderer oder Radfahrer bietet sie heute noch interessante Ausblicke.
Im Nordosten liegt unweit der alten Straße der „Arai te tonga“, eine vor 800 Jahren errichtete steinerne Kultplattform. Die einst bedeutendste Kultstätte der Insel, die dem mächtigen Makea-Stamm gehörte, ist den Bewohnern heute noch heilig. Die Ariki, die (inzwischen demokratisch gewählten) Māori-Häuptlinge der Insel, werden hier immer noch feierlich in ihr Amt eingeführt. Die Plattform ist von mächtigen Barringtonia-Bäumen beschattet, die der Sage nach von Tangiia, dem von Tahiti kommenden Gründervater, persönlich gepflanzt worden sein sollen.
Im Osten der Insel liegt hinter einem Durchbruch im Korallenriff der alte Hafen „Ngatangiia“. Hier sollen nach der Überlieferung die ersten Siedler aus Polynesien gelandet sein. Eine der zahlreichen Legenden über die Besiedelung Neuseelands besagt, dass 1350 n. Chr. von hier aus 14 Kanus (Waka) zur Besiedlung der 3000 Kilometer entfernten Insel Neuseeland aufgebrochen sein sollen. Die Cook-Inseln könnten das sagenumwobene Hawaiki in den Mythen Neuseelands sein. Der Nachbau eines großen Kriegskanus für das Pacific Art Festival im Jahr 1992 sollte daran erinnern.
Nur wenige Kilometer davon entfernt liegt der Muri Beach. Der feine weiße Sandstrand, die blaue Lagune und der Blick auf die vier vorgelagerten palmenbewachsenen Motus lässt alle Südseeträume wahr werden. Hier sind auch der Segelclub und die meisten Touristenhotels der Insel angesiedelt. Von hier bis zum malerischen Dorf Titikaveka im Süden erstrecken sich die schönsten Sandstrände Rarotongas.
In der Nähe des Flughafens im Nordwesten liegt am Strand ein großer, schwarzer Monolith (Blackrock), um den sich viele Legenden ranken. Von hier sollen die Seelen der Toten ihre letzte Reise westwärts über das Meer zum legendären Land Avaiki oder Hawaiki, dem Ursprung aller Māori, antreten.